# ГЕС Kwoiek Creek
ГЕС Kwoiek Creek — гідроелектростанція на південному заході Канади у провінції Британська Колумбія. Використовує ресурс із Kwoiek Creek, правої притоки річки Фрейзер, яка впадає до протоки Джорджія у Ванкувері.
В межах проекту на Kwoiek Creek облаштували водозабірну споруду, яка спрямовує ресурс до прокладеного по лівобережжю підземного водоводу довжиною 7,2 км з діаметром 2 метра. Він виводить до наземного машинного залу, розташованого при впадінні Kwoiek Creek у Фрейзер.
Основне обладнання станції становлять чотири турбіни типу Пелтон потужністю по 14,8 МВт (загальна номінальна потужність ГЕС рахується як 49,9 МВт). При напорі у 564 метри вони забезпечують виробництво 215 млн кВт-год електроенергії на рік.
Видача продукції відбувається по ЛЕП, розрахованій на роботу під напругою 138 кВ.
Комплекс обладнаний рибоходом довжиною біля 1 км, який забезпечує природну міграцію риби.
Проект, введений в експлуатацію у 2013 році, реалізувала компанія Innergex.